# Ilja Kalinin
Ilja Kalinin (russisch Илья Игоревич Калинин; * 3. Februar 1992) ist ein kasachischer Fußballspieler.

## Karriere

### Verein
Kalinin begann das Fußballspielen in seiner Jugend bei Zesna Almaty. 2010 wechselte er dann in die Profi-Mannschaft, die in der Ersten Liga spielte. Zur Saison 2012 wechselte er zum FK Qairat Almaty, wo er auf insgesamt 19 Saisoneinsätze kam. Sein Debüt in der Premjer-Liga gab er am 18. März 2012 beim 3:0-Heimsieg gegen Oqschetpes Kökschetau, als er von Anfang an in der Startelf stand und in der 67. Minute gegen Ruslan Baltijew ausgewechselt wurde. Sein erstes Profi-Tor erzielte Kalinin gegen Qaisar Qysylorda am 29. Juli 2012 in der 47. Minute zur zwischenzeitlichen Führung für Almaty; die Begegnung endete mit einem 1:1-Unentschieden. In der Saison 2013 brachte es Kalinin auf 16 Ligaspiele, konnte aber kein weiteres Tor erzielen.
Am 20. Februar 2014 wurde Kalinin an den Liga-Konkurrenten Qaisar Qysylorda ausgeliehen. Hier wurde er als Stammspieler eingesetzt und absolvierte 23 Spiele, wobei er ein Tor erzielte. Sein erstes Spiel für Qysylorda bestritt er am 15. März 2013 gegen Ordabassy Schymkent, das mit einem 1:0-Heimsieg endete. In der Partie gegen Schachtjor Qaraghandy am 27. April erzielte er mit dem Siegtreffer zum 1:0 in dieser Spielzeit sein einziges Tor. Seit Leihende ist er in der Saison 2015 wieder im Kader von Qairat Almaty.

### Nationalmannschaft
Kalinin absolvierte bisher Spiele für die kasachische U-17-Nationalmannschaft, die U-19-Nationalmannschaft und die U-21-Nationalmannschaft.